# ウイユ
ウイユ （Houilles）は、フランス、イル＝ド＝フランス地域圏、イヴリーヌ県のコミューン。

## 地理
セーヌ川の湾曲部にあるウイユは、ほぼ全体が都市化されている。パリの北西およそ8kmにある。

## 歴史
ウイユの地には、メロヴィング朝時代から人が住んでいた。12世紀の地名はHollesであった。カトリックのサン＝ニコラ教会の建立は12世紀にさかのぼる。
14世紀、ウイユは監視塔が付き4つの門を備えた城壁に囲まれていた。16世紀終わりまで採石が行われていたが長く続かなかった。このため、使用されなくなった採石場にキノコが植えられた。キノコ栽培は現代まで続けられていた。
1598年、ユグノー軍がウイユに立てこもった。アンリ3世、アンリ4世、ルイ13世、ルイ14世はウイユの平野で狩をしていた。1648年と1686年の2度、謎の疫病に見舞われた。
1841年にやってきた鉄道は村を変えた。パリ郊外への転居傾向によって、ウイユの人口は1960年代まで堅調に伸び続けた。
旧採石場にあったイスパノ・スイザ航空機工場は、第二次世界大戦中1940年から1944年までドイツ軍に接収されていた。

## 交通
- 道路 - D308、D311
- 鉄道 - RER A線

## 姉妹都市
- フリードリヒスドルフ、ドイツ
- チェシャム、イギリス
- シェルシェール、フランス
- セロリコ・デ・バスト、ポルトガル

## 出身者
- ジャン＝クロード・ブロンダニ - 柔道家
- イヴォンヌ・ロリオ＝メシアン - ピアニスト